# Jettihundi, Mysore
Jettihundi là một làng thuộc tehsil Mysore, huyện Mysore, bang Karnataka, Ấn Độ.